# ماثيو ماينارد
ماثيو ماينارد (21 مارس 1966 في المملكة المتحدة - ) (بالإنجليزية: Matthew Maynard)‏ هو لاعب كريكت نيوزلندي. شارك مع منتخب إنجلترا للكريكت. أما مع النوادي، فقد لعب مع Northern Districts men's cricket team ‏ ونادي مقاطعة غلاموركن للكريكت ‏ ونادي مارليبون للكريكت ‏ وفريق أوتاغو للكريكت ‏.

## وصلات خارجية
- ماثيو ماينارد على موقع إي آس بي آن كريك إنفو (الإنجليزية)